# Sierras Grandes
Les sierras Grandes sont un ensemble de chaînes montagneuses d'Argentine parallèles à la Cordillère des Andes. Elles sont situées à l'ouest de la ville de Córdoba, au centre nord-est de la province de Córdoba dans la région des sierras Pampeanas, et font partie de l'ensemble de chaînes de montagnes des sierras de Córdoba.
Les sierras Grandes abritent la principale réserve hydrographique de la province de Córdoba. Une partie de cette réserve vient du parc national Quebrada del Condorito et une autre partie correspond au bassin hydrographique de la pampa de Achala.

## Montagnes principales
- Champaquí : 2 884 m
- Los Linderos : 2 880 m
- Cerro Áspero : 2 790 m
- Los Gigantes : 2 350 m
- Cerro De La Bolsa : 2 260 m

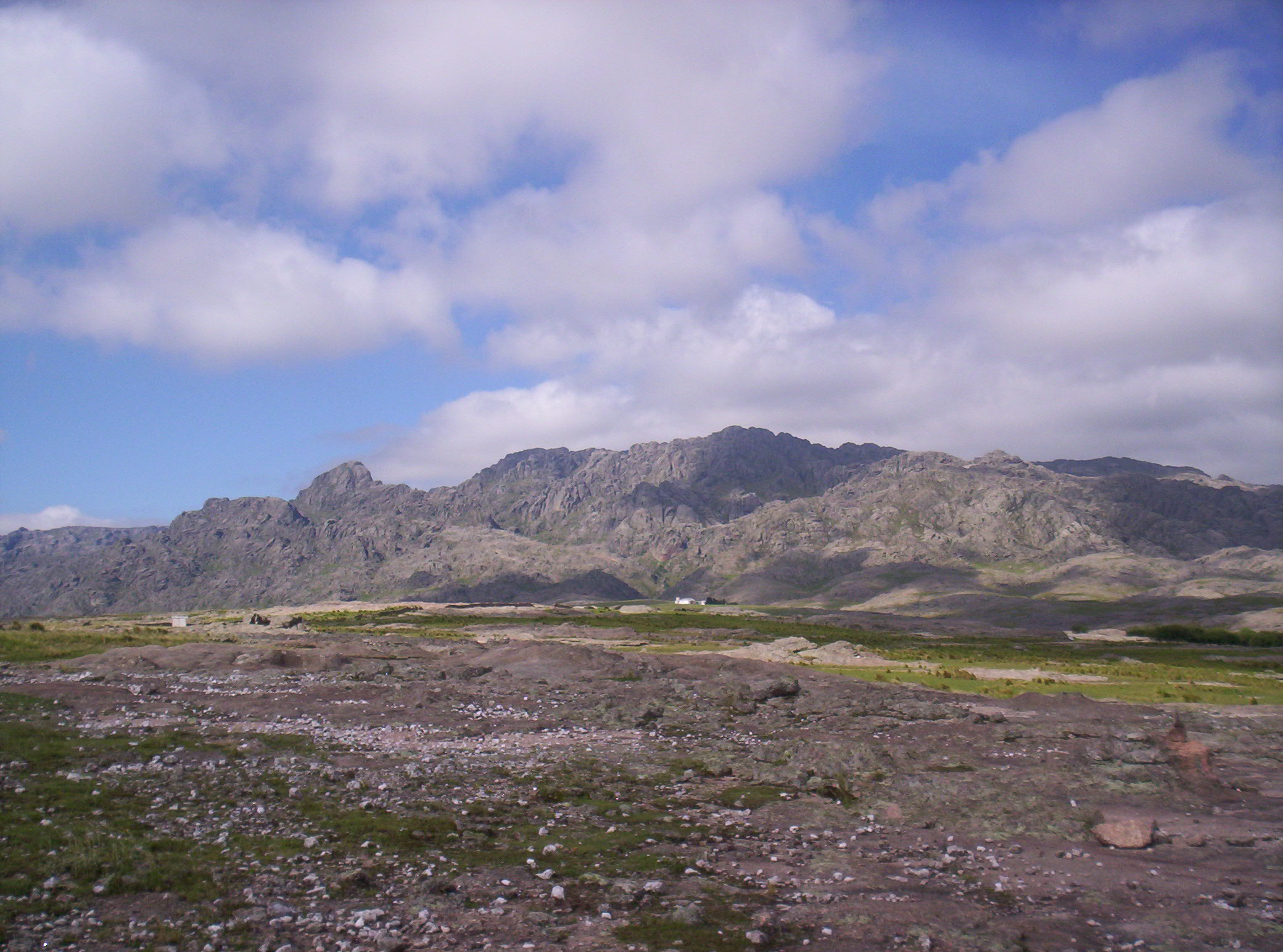
La montagne Los Gigantes, l'une des plus élevées des sierras Grandes.
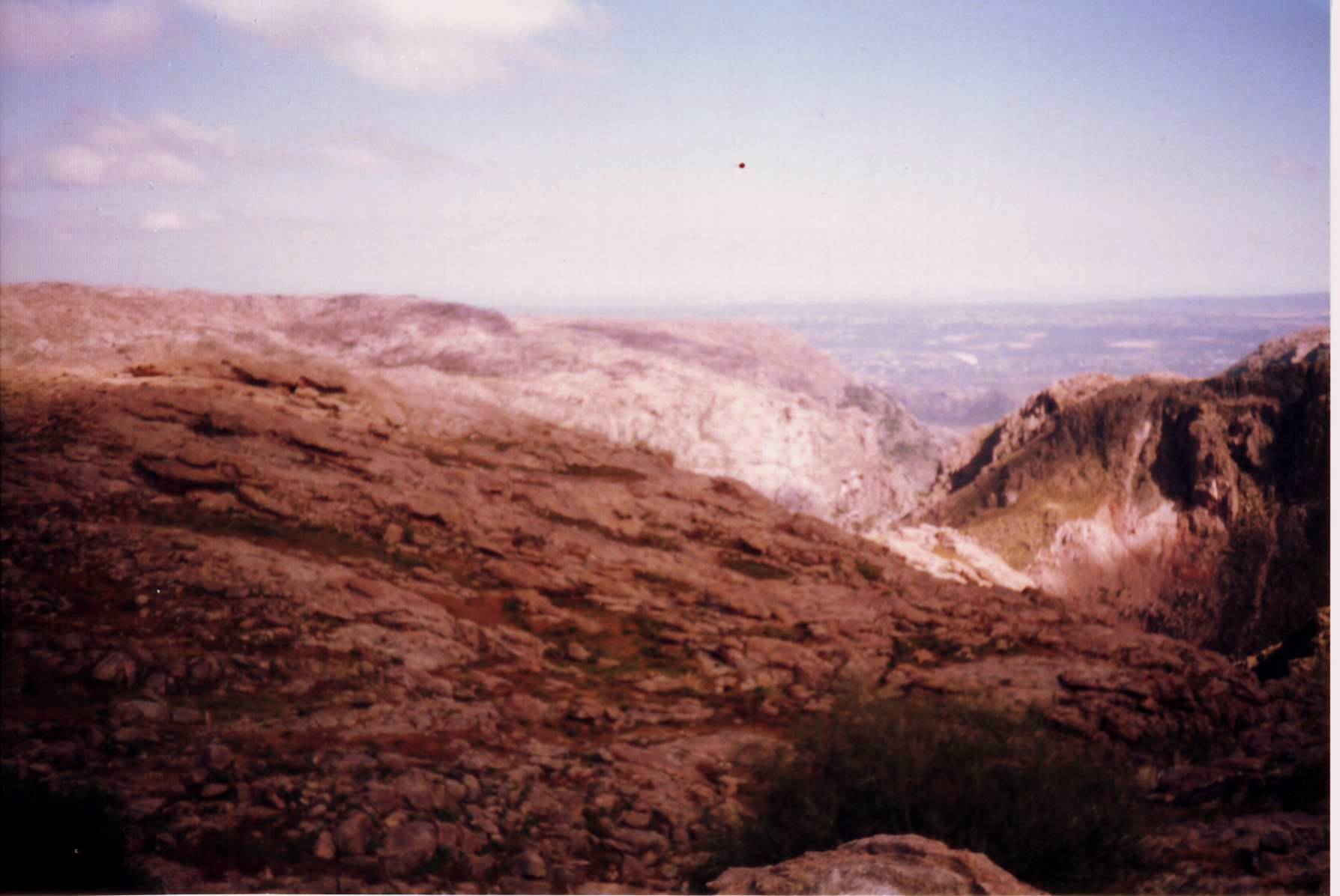
Paysages des sierras Grandes.